# SN 2006rp
SN 2006rp – supernowa typu II odkryta 9 listopada 2006 roku w galaktyce A040905+3438. Jej maksymalna jasność wynosiła 18,28m.